# Leopard-Trek Continental Team/Saison 2013
Dieser Artikel listet die Mannschaft und die Erfolge des Leopard-Trek Continental Teams in der Saison 2013 auf.

## Erfolge in der UCI Asia Tour
| Datum         | Rennen                     | Kat. | Sieger        |
| ------------- | -------------------------- | ---- | ------------- |
| 23. September | 1. Etappe Tour of China II | 2.1  | Daniel Klemme |
| 28. September | 5. Etappe Tour of China II | 2.1  | Daniel Klemme |

## Erfolge in der UCI Europe Tour
| Datum        | Rennen                                                | Kat. | Sieger             |
| ------------ | ----------------------------------------------------- | ---- | ------------------ |
| 19. März     | 1. Etappe Tour de Normandie                           | 2.2  | Fábio Silvestre    |
| 29.–31. März | Gesamtwertung Le Triptyque des Monts et Châteaux      | 2.2  | Fábio Silvestre    |
| 7. April     | 4. Etappe Circuit des Ardennes                        | 2.2  | Fábio Silvestre    |
| 4. Mai       | 4. Etappe Tour d’Azerbaïdjan                          | 2.2  | Jan Hirt           |
| 8. Mai       | 1. Etappe Flèche du Sud                               | 2.2  | Kristian Haugaard  |
| 19. Mai      | Omloop der Kempen                                     | 1.2  | Eugenio Alafaci    |
| 9. Juni      | 4. Etappe Ronde de l’Oise                             | 2.2  | Fábio Silvestre    |
| 20. Juni     | Luxemburgische Meisterschaft – Einzelzeitfahren (U23) | CN   | Alex Kirsch        |
| 23. Juni     | Luxemburgische Meisterschaft – Straßenrennen (U23)    | CN   | Alex Kirsch        |
| 11. Juli     | 1. Etappe Czech Cycling Tour (MZF)                    | 2.2  | RadioShack Leopard |

## Zugänge – Abgänge
| Zugänge           | Team 2012                        | Abgänge            | Team 2013             |
| ----------------- | -------------------------------- | ------------------ | --------------------- |
| Tom Thill         | Differdange-Magic-SportFood.de   | Julian Kern        | AG2R La Mondiale      |
| Kristian Haugaard | Blue Water Cycling               | Bob Jungels        | RadioShack Leopard    |
| Maxwell Durtschi  | Chipotle Development Team (2011) | Aleksandr Pliușkin | IAM Cycling           |
| Piero Baffi       | Neoprofi                         | Giorgio Brambilla  | Atlas Personal-Jakroo |
| Sean De Bie       | Neoprofi                         |                    |                       |
| Jan Hirt          | Neoprofi                         |                    |                       |
| Daniel Klemme     | Neoprofi                         |                    |                       |

## Mannschaft
| Name               | Geburtsdatum      | Nationalität       |
| ------------------ | ----------------- | ------------------ |
| Eugenio Alafaci    | 9. August 1990    | Italien            |
| Piero Baffi        | 8. September 1990 | Italien            |
| Dirk Bockel 1      | 18. Oktober 1976  | Luxemburg          |
| Sean De Bie        | 3. Oktober 1991   | Belgien            |
| Maxwell Durtschi   | 26. Mai 1991      | Vereinigte Staaten |
| Jesús Ezquerra     | 30. November 1990 | Spanien            |
| Jan Hirt           | 21. Januar 1991   | Tschechien         |
| Olivier Hofstetter | 16. Januar 1990   | Schweiz            |
| Kristian Haugaard  | 27. Februar 1991  | Dänemark           |
| Alex Kirsch        | 12. Juni 1992     | Luxemburg          |
| Daniel Klemme      | 29. Dezember 1991 | Deutschland        |
| Pit Schlechter     | 26. Oktober 1990  | Luxemburg          |
| Fábio Silvestre    | 25. Januar 1990   | Portugal           |
| Tom Thill          | 31. März 1990     | Luxemburg          |
| Joël Zangerle      | 11. Oktober 1988  | Luxemburg          |